# Vanda coerulea
Vanda coerulea, comúnmente conocida como orquídea azul, es una especie de orquídea vanda que se encuentra en el sureste asiático ; en  Asamés" se denomina Bhatou phul .

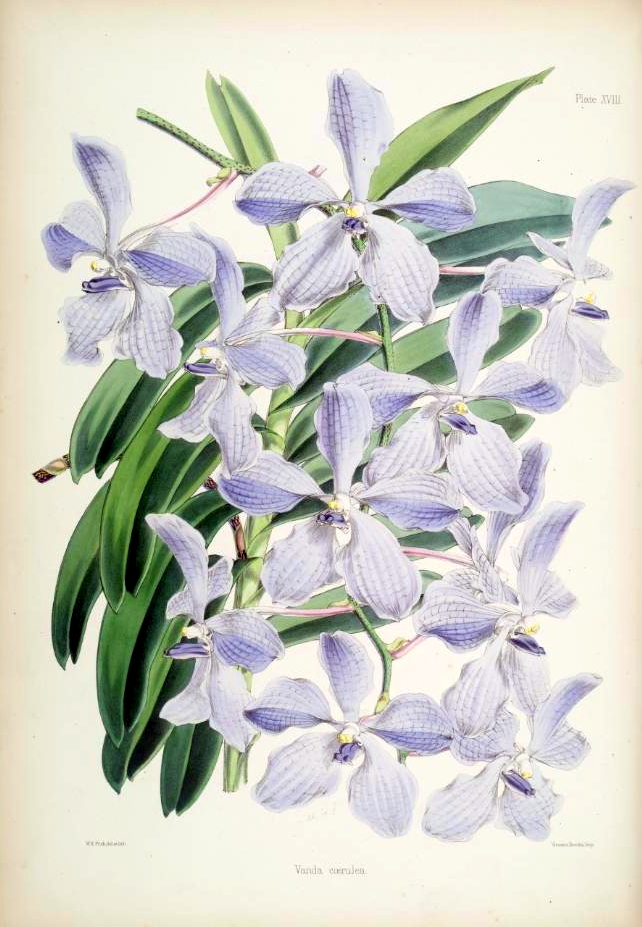
Ilustración botánica de la variedad salvaje

## Descripción
Es una planta epifita de gran porte, monopodial presentando tallos muy robustos y  hojas coriáceas, liguladas, dísticas, conduplicadas, con ápices oblicuamente tridentados, Florece en una inflorescencia axilar, erecta o suberecta de 60 cm de largo, laxa con pocas a varias flores duraderas de color blanco, sus dos pétales superiores laterales presentan una coloración azul violácea cerca del cáliz, mientras que los extremos son blancos. 

## Distribución y hábitat
Se encuentra en la desde la India, Birmania, el Himalaya oriental, pasando por Tailandia, Bangladés y la zona central meridional de China.
Se halla en elevaciones de 800 a 1700 metros sobre los árboles enanos o robles de los bosques de hoja caduca en las zonas con una estación seca marcada en el invierno.

## Taxonomía
Vanda coerulea fue descrita por Griff. ex Lindl. y publicado en Edwards's Botanical Register 33: , sub pl. 30. 1847.
Etimología
Vanda: nombre genérico que procede del nombre sánscrito dado a la especie  Vanda tessellata  en la India, también puede proceder del latín (vandi).
coerulea: epíteto latino que significa "de color azul celeste".
sinonimia
- Vanda coerulea f. luwangalba Kishor[5][6]